# 제35회 카를로비바리 국제 영화제
제35회 카를로비바리 국제 영화제는 2000년 7월 5일에 열린 시상식이다.

## 수상 및 후보

### 대상(장편)
- 너 나 그들 - 엔드류차 웨딩턴 수상

### 심사위원특별상(장편)
- 빅 애니멀 - 예르지 스투 수상
- 박하사탕 - 이창동 수상

### 감독상(장편)
- 티토의 정신 - 빈코 브레잔 수상

### 여우주연상(장편)
- 너 나 그들 - Regina Casé 수상

### 남우주연상(장편)
- 애버딘 - 이안 하트 수상
- The Bride of Fire - Hamid Farokhnezad 수상

### 다큐멘터리상(30분이하)
- Part of the World that Belongs to You - Karin Wegsjö 수상

### 다큐멘터리상(30분이상)
- My Mother Had Fourteen Children - Lars-Lennart Forsberg 수상

### 영화제 위원장상
- 카를로스 사우라 수상
- 베라 치틸로바 수상